# Carpzowsches Haus

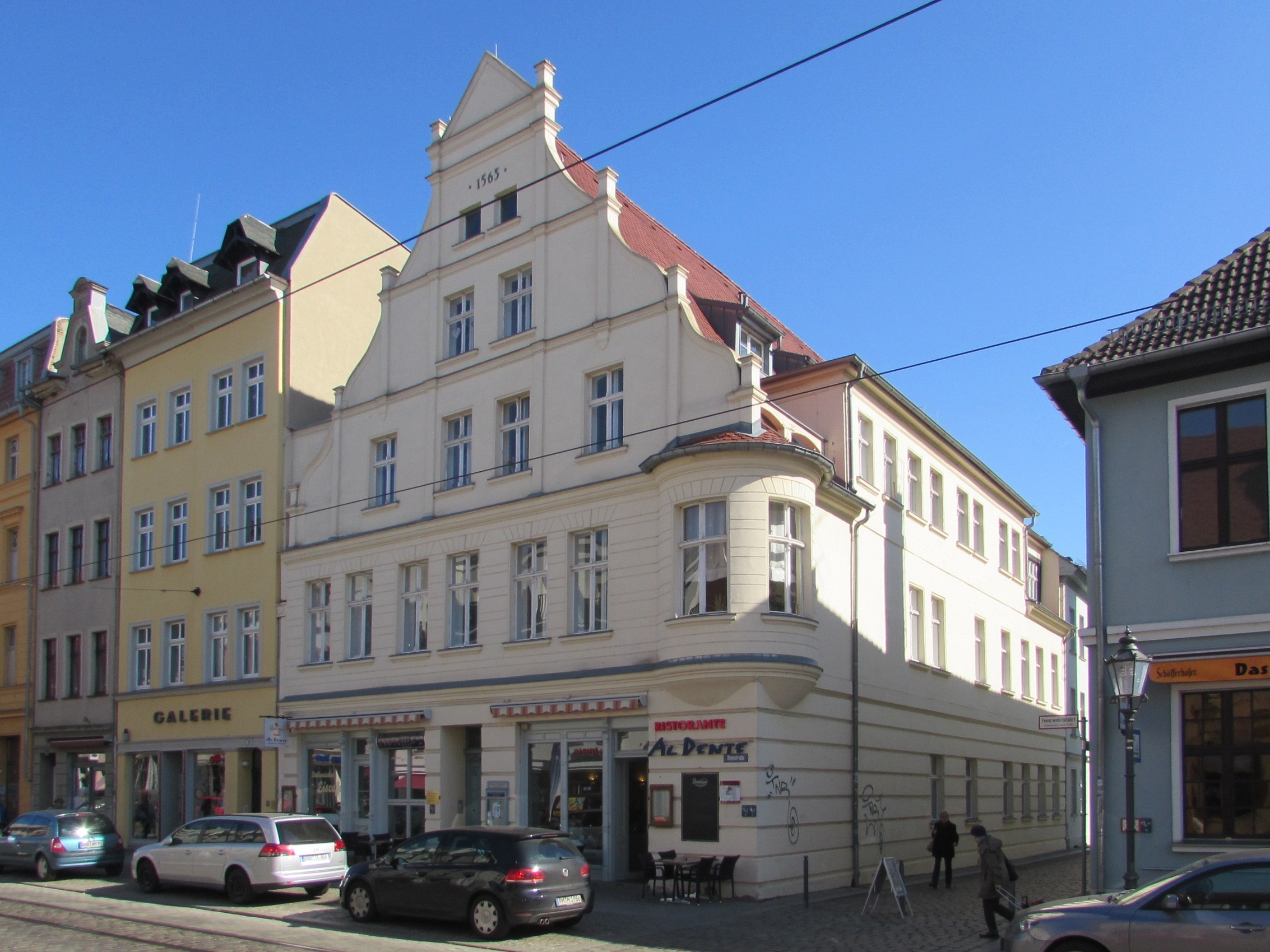
Das Carpzowsche Haus Steinstraße, Ecke Brüderstraße

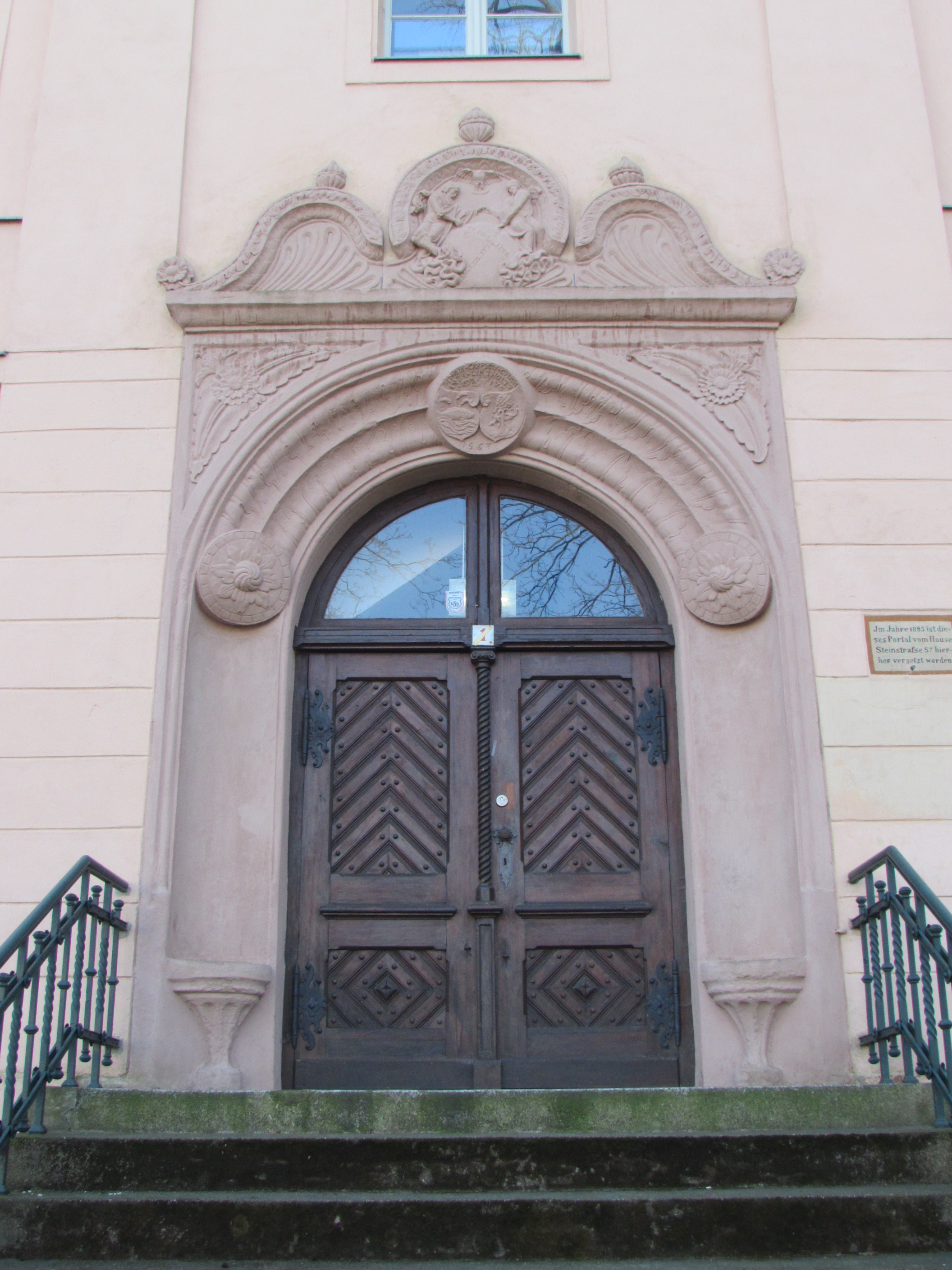
Das alte Portal des Carpzowschen Hauses; seit 1893 im Schulgebäude der alten Saldria zum Walter-Rathenau-Platz

Das Carpzowsche Haus ist ein auffälliges und historisches Wohn- und Geschäftshaus in der Steinstraße 57 in Brandenburg an der Havel. Es ist als Baudenkmal ausgewiesen.

## Geschichte
Das Carpzowsche Haus wurde 1563 auf dem Vorgängerbau im Stil der Renaissance erbaut. Bauherr war der damalige Bürgermeister der Neustadt Brandenburg Simon Carpzow. Es wurde für ihn und seine Frau Anna Lintholtz als Wohnhaus gebaut. Es ist das letzte erhaltene repräsentative massive Patrizierhaus der Renaissance Brandenburgs. Es war Stammsitz der Familie Carpzow.
1800 war in dem Gebäude eine Gastwirtschaft und eine Brennerei untergebracht. Von 1819 bis 1829 hieß der Gasthof Zum Rothirsch. Anschließend wurde es als Wohn- und Geschäftshaus genutzt. 1891 fand ein Umbau des Hauses statt. Das bestehende Portal aus Sandstein wurde an den Gotthardtkirchplatz an das dortige Schulgebäude der alten Saldria umgesetzt. Am 19. August 1932 wurde bei einem Hausbrand der Dachstuhl zerstört und der eindrucksvolle Renaissancegiebel beschädigt. Bei der folgenden Abtragung und Rekonstruktion ging die vorbestehende Pilaster- beziehungsweise Lisenenbekrönung verloren. 1962 gab es zum 400-jährigen Bestehen abermals eine Renovierung des Gebäudes. Bei einer umfassenden Sanierung in den Jahren 1997 bis 2001 wurde die Bekrönung, die 1932 verloren gegangen war, erneuert. Seit dem Umbau befindet sich ein Restaurant im Erdgeschoss. Die oberen Etagen werden als Wohnungen und von einer Rechtsanwaltskanzlei genutzt.

## Bauwerk
Das Haus steht giebelständig zu Steinstraße. Auffällig ist der für die Renaissance typische Schweifgiebel, der Runderker im 1. Obergeschoss und früher das große Sitznischenportal. 
Das Haus ist in Fachwerkbauweise erbaut und hat eine massive Steinfassade vorgeblendet. Im ersten Obergeschoss ist das Fachwerk komplett mit einfachen Malereien im Erkerzimmer erhalten, wurde aber aus optischen Gründen verblendet, um es zu erhalten. Im Innenhof zur Rückseite ist das Fachwerk noch sichtbar.
Um 1891 wurde das Haus umgebaut. Das Sitznischenportal wurde entfernt, um mehr Geschäftsfläche zu erhalten. Dadurch wurde das Treppenhaus komplett umgestaltet. Zwei Türrahmen aus der Bauzeit 1563 befinden sich noch im aktuellen Treppenhaus.
Das Erdgeschoss ist für Restaurantbetrieb mit großen Schaufenstern ausgebaut. Der Hauseingang ist schlicht. Oberhalb dieser Etage beginnt bereits das in zwei beziehungsweise drei Geschossen ausgebaute Dach. In der Brüderstraße wurde die Traufe teilweise über das untere Dachgeschoss angehoben. Die Fenster sind schlichte Rechteckfenster. Im Satteldach wurden zur Brüderstraße einige Schleppgauben eingearbeitet. Die Stockwerke sind durch Gurtgesimse optisch unterteilt. Vertikale Gliederungselemente im Giebel sind Lisenen, die oberhalb des Ortgangs bekrönt sind. Im Erdgeschoss ist der Putz mit horizontalen Nutungen gestaltet.
Das Satteldach ist mit roten Biberschwänzen eingedeckt. Der Keller stammt zum großen Teil von dem Vorgängerbau. Er besteht aus zwei großen Räumen mit Tonnengewölbe.